# Zsidó nászik listája
Az alábbi lista a késő ókori zsidó vallási vezetők, a nászik (héberül: נָשִׂיא) listáját tartalmazza.
| Név                                               | Hivatali idő                        | Megjegyzés                     |
| ------------------------------------------------- | ----------------------------------- | ------------------------------ |
| Joszé ben Jozer                                   | Kr. e. 170 körül – Kr. e. 140 körül |                                |
| Josua ben Perakja                                 | Kr. e. 140 körül – Kr. e. 100 körül |                                |
| Simeon ben Setah                                  | Kr. e. 100 körül – Kr. e. 65 körül  |                                |
| Smaja                                             | Kr. e. 65 körül – Kr. e. 31         |                                |
| I. Hillél                                         | Kr. e. 31 – Kr. u. 9                |                                |
| I. Simon                                          | Kr. u. 9 – 20 körül                 | I. Hillél fia.                 |
| Sammáj                                            | 20 körül – 30 körül                 |                                |
| I. Gamáliel                                       | 30 körül – 52                       | I. Simeon fia.                 |
| II. Simon                                         | 52 – 70 körül                       | I. Gamáliel fia.               |
| Johanán ben Zakáj                                 | 70 körül – 80 körül                 |                                |
| II. Gamáliel                                      | 80 körül – 114 körül                | II. Simon fia.                 |
| Eleázár ben Azaria                                | 114 körül – 120                     |                                |
| Interregnum a Bar Kohba-felkelés idején 120 – 142 |                                     |                                |
| III. Simon                                        | 142 – 165 körül                     | II. Gamáliel fia.              |
| I. Júda                                           | 165 – 217                           | III. Simon fia.                |
| III. Gamáliel                                     | 217 – 235                           | I. Júda fia.                   |
| II. Júda                                          | 235 – 270 körül                     | III. Gamáliel fia.             |
| IV. Gamáliel                                      | 270 körül – 290 körül               | II. Júda fia.                  |
| III. Júda                                         | 290 körül – 330 körül               | IV. Gamáliel fia.              |
| II. Hillél                                        | 330 körül – 365 körül               | III. Júda fia.                 |
| V. Gamáliel                                       | 365 körül – 385 körül               | II. Hillél fia.                |
| IV. Júda                                          | 385 körül – 400 körül               | V. Gamáliel fia.               |
| VI. Gamáliel                                      | 400 körül – 426                     | IV. Júda fia, az utolsó nászi. |
| A tisztség 426-ban megszűnik                      |                                     |                                |

## Fordítás
- Ez a szócikk részben vagy egészben  a   Nasi (Hebrew title) című angol Wikipédia-szócikk fordításán alapul.  Az eredeti cikk szerkesztőit annak laptörténete sorolja fel. Ez a jelzés csupán a megfogalmazás eredetét és a szerzői jogokat jelzi, nem szolgál a cikkben szereplő információk forrásmegjelöléseként.